# Marieke Rotman
Marieke Rotman is een Nederlandse onderzoeksjournaliste die werkt voor Investico.
Na het gymnasium aan het Titus Brandsma Lyceum in Oss studeerde ze van 2013 tot 2016 Psychologie aan de Universiteit van Amsterdam. Daarna volgde de studie internationale ontwikkelingsstudies en landbouwinnovatie aan de Universiteit Wageningen.
In 2019 werd Rotman redactiestagiair bij De Groene Amsterdammer. Na de masterclass werkte zij voor Investico als journalist op de gebieden duurzaamheid, voedselsystemen en klimaatverandering. Voor Investico deed ze tevens onderzoek naar criminaliteit in de toeristensector, de invloed van conservatief christelijk rechts in Nederland en spookvakbonden.
Voor De Groene Amsterdammer schrijft zij daarnaast over voeding, landbouw en duurzaamheid.

## Erkenning
In 2021 won zij met anderen De Loep in de categorie ASN Aanmoedigingsprijs voor hun publicatie Hoe de christelijke anti-abortuslobby stilletjes meer voet aan de grond krijgt.
Met de journalisten Felix Voogt en Sebastiaan Grosscurt won zij met Investico De Tegel 2023 in de categorie CBS Data met hun publicatie over onterechte registratie van overheidsgrond door boeren.  Samen met de onderzoeksredactie van Brabantse kranten (Pim van der Hulst), De Gelderlander (Niek Opten), Tubantia (Leo van Raaij) en de Stentor (Niek Megens) werd maandenlang onderzoek gedaan naar de manier waarop (landbouw)grond wordt geregistreerd om subsidies te ontvangen. De vakjury noemde het onderzoek ‘journalistiek zoals het bedoeld is. ‘Het dataonderzoek voorziet in een leemte achtergelaten door een wegkijkende overheid’, aldus het juryrapport.

## Prijzen
- De Tegel 2023 (CBS Data)
- De Loep 2022 (ASN Aanmoedigingsprijs)

- Nederlandse Thesaurus van Auteursnamen: 436439638
- Virtual International Authority File: 26165705690248930429